# Slag om Den Haag

Na een reeks bombardementen vinden landingen plaats van Duitse parachutisten bij de drie vliegvelden nabij Den Haag.

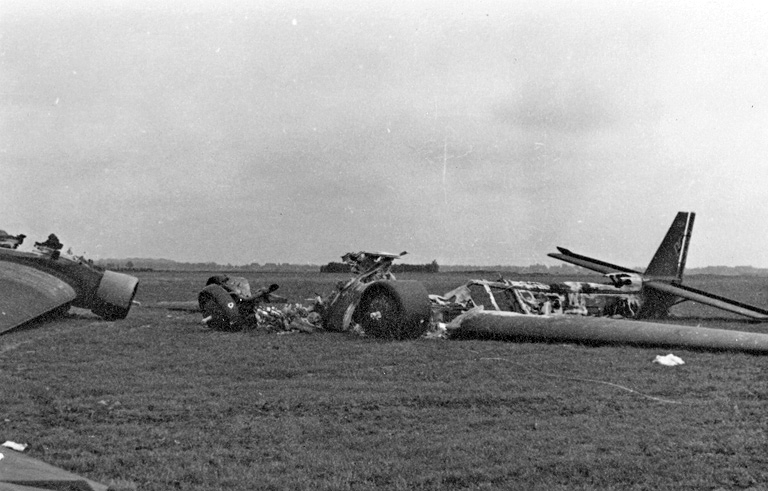
Vernietigde Duitse Junkers Ju 52 vliegtuigen bij Valkenburg

De Slag om Den Haag, ook wel de Slag om de Residentie, op 10 mei 1940 was, als onderdeel van de Duitse invasie van Nederland, de eerste grootschalige (en tevens mislukte) luchtlandingsaanval in de krijgshistorie. De Duitsers verloren hierbij de helft van hun aanvallende luchtvloot van 1.100 toestellen plus de helft van de aanvallende manschappen van ongeveer 5.000 man van de Duitse 22e Luchtlandingsdivisie. Het was het grootste mislukte onderdeel van de Duitse aanval op Nederland naast het houden van de Rotterdamse Maasbruggen en van de Stelling Kornwerderzand op de Afsluitdijk.
De slag werd uitgevochten tussen de Koninklijke Landmacht en het Wapen der Militaire Luchtvaart enerzijds en de Duitse Luftwaffe (luchtmacht), parachutisten en luchtlandingstroepen anderzijds. De Duitse troepen werden in en rond Den Haag gedropt en afgezet en kregen als doel om vliegvelden rond de stad en de stad zelf te veroveren en verder koningin Wilhelmina, leden van het kabinet-De Geer II en de legerleiding gevangen te nemen. Nadat de stad in Duitse handen zou zijn gevallen was het de bedoeling om koningin Wilhelmina tot overgave te dwingen en zodoende de oorlog binnen één dag te beëindigen.

## Plan
De Duitse bedoeling was om de Nederlanders te verrassen en op het verkeerde been te zetten, om zo het hoofd van het Nederlandse leger te isoleren. Het plan met de codenaam “Fall Festung” was om met de transporttoestellen 's nachts over Nederland te vliegen om de Nederlanders te laten denken dat het een aanval op Engeland betrof, om vervolgens de aanval vanaf de Noordzee in te zetten. De vliegvelden Ypenburg, Ockenburg en Valkenburg dienden te worden aangevallen om zo het Nederlandse verdedigingspotentieel aanzienlijk te verzwakken, voordat men Den Haag zou innemen. De verwachting was dat de koningin en de opperbevelhebber der Nederlandse strijdkrachten, generaal Henri Winkelman, onder deze condities wel akkoord zouden gaan met overgave. Als dit niet zou gebeuren zou men alle wegen naar Den Haag afsluiten om zo eventuele tegenaanvallen in de kiem te smoren.

## De Duitse aanval

### Schijnmanoeuvre Luftwaffe
Geheel volgens plan vlogen Duitse vliegtuigen, in de vroege morgen van 10 mei 1940, over Nederland. In plaats van ze in verwarring te brengen, alarmeerde het echter de Nederlandse troepen. Boven de Noordzee keerden de Duitsers om, om vervolgens richting vliegveld Ypenburg te vliegen. Een afzonderlijke groep jachtbommenwerpers van de Duitse Luftwaffe vloog via een andere route. Zij hadden niet genoeg brandstofcapaciteit om een schijnbeweging over de zee te maken. Daarom vlogen zij rechtstreeks naar hun doel in Den Haag.

### Bombardementen kazernes
Kort na 04.00 uur bombardeerden deze jachtbommenwerpers het Legerkamp Waalsdorp, waar het 1e Depot Infanterie was gelegerd en de naastgelegen Nieuwe Alexanderkazerne aan de Oude Waalsdorperweg, waar onder andere het Detachement Bewakingstroepen Cavalerie was gelegerd. In de twee kazernes kwamen 137 militairen om het leven en raakten er minstens 150 gewond. Ook ruim honderd paarden van de Cavalerie waren het slachtoffer van de aanval.

### Aanval op Ypenburg
Om ongeveer 04.15 uur begonnen de Duitse vliegtuigen vliegveld Ypenburg te bombarderen. De verdediging van het vliegveld was in handen van het 3de Bataljon Grenadiers. Om 04.30 uur werden verschillende golven parachutisten in de omliggende velden gedropt. Nederlands machinegeweervuur verstoorde deze landingen en zorgde voor slachtoffers en verspreiding van de aanvallende eenheden. De Duitsers vielen het vliegveld verder aan en slaagden erin het hoofdgebouw op de vliegbasis te bezetten. Hierna hesen zij de Duitse vlag als signaal van hun overwinning. Nederlandse troepen konden echter verhinderen dat de Duitsers verder Den Haag in trokken.

### Aanval op Ockenburg
Rond dezelfde tijd werden op de landingsbaan in Ockenburg ook parachutisten gedropt. De verdedigers van dit vliegveld waren niet in staat om de aanval te stoppen, maar wisten de Duitse troepen lang genoeg op te houden om infanteriereserves de kans te geven te arriveren en zo de verdere Duitse opmars naar Den Haag tegen te houden. De aanvallers gebruikten het ingenomen vliegveld om te hergroeperen, maar het werd door de Nederlandse luchtmacht gebombardeerd om te voorkomen dat het verder door de Duitsers gebruikt zou worden.

### Aanval op Valkenburg
Vliegveld Valkenburg was juist volledig afgebouwd, maar de grond was nog niet droog en hard genoeg voor landingen. Net als bij Ypenburg werd het vliegveld eerst gebombardeerd om er vervolgens parachutisten te droppen. De bombardementen zorgden voor zware verliezen bij de verdedigende troepen, maar ook de parachutisten leden zware verliezen tijdens de dropping en de andere troepen tijdens het afzetten. Desondanks kon de verdediging niet voorkomen dat het vliegveld werd ingenomen. Er landden Duitse transportvliegtuigen, de Ju 52's, maar omdat de grond te zacht was, zakten die door de grasmat en konden niet meer bewegen, zodat zij en de gelande manschappen schietschijven voor de verdediging werden en bovendien nakomende vliegtuigen blokkeerden, waardoor niet de gehele Duitse troepenmacht kon worden ontplooid.
Wat volgde waren diverse grondgevechten met als resultaat de Duitse inname van het plaatsje Valkenburg. Ook namen zij bij Katwijk diverse bruggen en gebouwen in.

## De Nederlandse tegenaanval

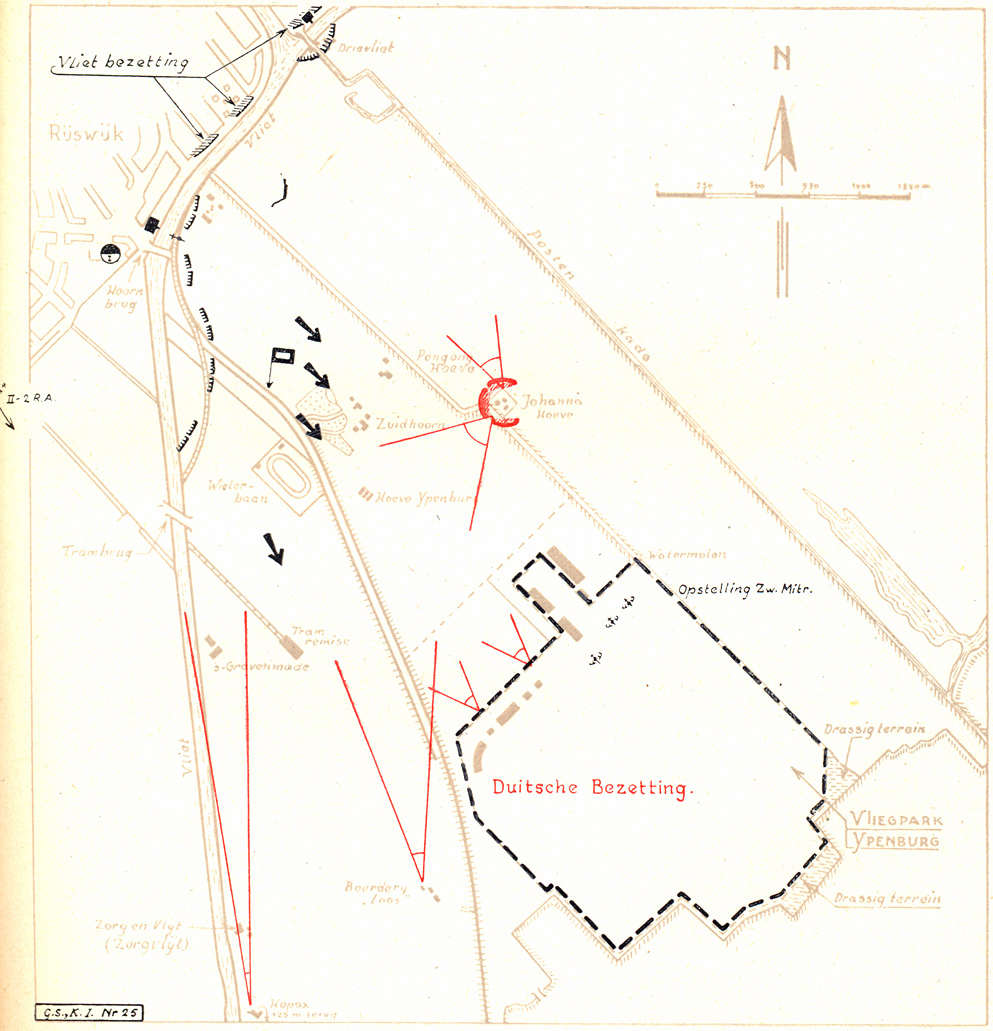
De tegenaanval in Ypenburg

Ondanks de verovering van drie vliegvelden leek het hoofddoel, de inname van Den Haag en de Nederlandse overgave afdwingen, mislukt. Enkele uren later begon het Nederlandse leger een tegenoffensief om de veroverde vliegvelden weer in te nemen. De tegenaanval begon in Ypenburg. Zwaar in de minderheid en slechts uitgerust met munitie die was buitgemaakt op de Duitsers, slaagden Nederlandse troepen erin om in een positie te komen om het eigen vliegveld met artillerie te beschieten, waar de Duitse luchtlandingstroepen op dat moment geen verweer tegen hadden. Dit veroorzaakte zware schade aan het vliegveld en dwong Duitsers de zwaar beschadigde en in brand geschoten gebouwen te ontvluchten, waardoor zij hun sterke verdedigende positie verloren. Nederlandse troepen slaagden erin om het vliegveld te bereiken en de aanval door te drukken. In de gevechten die volgden waren vele Duitse soldaten genoodzaakt zich over te geven.
Ook vliegveld Ockenburg werd door de Nederlanders gebombardeerd, voorafgaand aan de bestorming door infanterie-eenheden. De Duitsers zagen zich gedwongen de aftocht te blazen, en ook in dit proces werden velen krijgsgevangen gemaakt door de oprukkende Nederlandse troepen. Tientallen van de terugtrekkende Duitse soldaten waren de omliggende bossen ingevlucht. Zij bleken in staat om uit handen van de Nederlanders te blijven. Toen de Nederlanders de opdracht kregen de aanval te staken, vervolgden de parachutisten hun weg richting Rotterdam.
Nadat Leiden was afgeschermd, heroverden Nederlandse eenheden bij vliegveld Valkenburg een strategisch belangrijke brug op de Duitsers. Nadat versterking arriveerde, begonnen de troepen grondaanvallen uit te voeren op de Duitsers, gelijktijdig met aanvallen door bommenwerpers op de gelande Duitse transportvliegtuigen. Toen Duitse eenheden probeerden verdedigende posities bij de uithoeken van het vliegveld op te zetten, werden ze hevig onder vuur genomen. De overgebleven soldaten moesten zich terugtrekken. Diverse kleine groepen soldaten raakten in gevecht met elkaar, tijdens Nederlandse pogingen om dorpen en gebouwen van Duitsers te zuiveren.
Aan het eind van deze 10e mei, waren alle vliegvelden weer in Nederlandse handen. De euforie over deze overwinning was echter van korte duur door de Duitse successen in andere strategisch belangrijke gebieden in Nederland.

## Nasleep
Het algemeen effect van de slag was onvoorzien. De grote aantallen Duitse transportvliegtuigen die verloren waren gegaan, hadden volgens militair historici luitenant-kolonel Eppo Brongers en kolonel Adriaan Hakkert direct hun weerslag op de Slag om Engeland, de luchtslag die twee maanden later begon, aangezien de Duitsers deze enorme verliezen nog op geen enkele wijze hadden kunnen aanvullen. Ook luchtmaarschalk Albert Kesselring erkende na de oorlog de grote invloed van dit verlies op de Slag om Engeland. Generaal Hans Speidel zei later: „Het verlies aan transportvliegtuigen deed zich nog jaren daarna gevoelen“. Ook bij de overigens succesvolle landing op Kreta in 1941 was het verlies nog te merken.
De Duitsers die van de vliegvelden waren gevlucht, waren verspreid geraakt over de duinen en het omliggende gebied. Generaal Von Sponeck kreeg het bevel met deze eenheden de aanval op Rotterdam te ondersteunen. Van zijn eenheid waren echter ruim 1600 man krijgsgevangen genomen en 1400 van hen waren direct verscheept naar Engeland. Twee keer wist Von Sponeck met de resten van zijn divisie een aanval te ontwijken, maar hij moest zich met zijn overgebleven 1100 man ingraven om zich rondom te verdedigen. Alleen de overgave van de Nederlandse troepen, na het bombardement op Rotterdam op 14 mei 1940, zorgde dat de schande van overgave hem bespaard bleef. Volgens sommige deskundigen was dit bombardement specifiek doorgedrukt door rijksmaarschalk Hermann Göring, die koste wat kost een Nederlandse overgave wilde forceren, om zo zijn protegé Von Sponeck te sparen.
Na de mislukte luchtlandingen verloor Adolf Hitler zijn interesse in dit concept wegens de hoge verliezen en de teleurstellende resultaten. Hij gebruikte het alleen nog bij de aanval op Kreta in 1941, omdat het hier onvermijdelijk was. Deze aanval werd weliswaar een Duitse overwinning maar een zeer dure, waarop luchtlandingen aan Duitse zijde niet meer zijn ingezet.